# L'Abbaye (tramway d'Île-de-France)
Pour les articles homonymes, voir L'Abbaye.
L'Abbaye est une gare ferroviaire française de la ligne de Bondy à Aulnay-sous-Bois (dite ligne des Coquetiers), située à L'Abbaye, quartier de la ville de Livry-Gargan, dans le département de la Seine-Saint-Denis en région Île-de-France.
C'est une halte lorsqu'elle est mise en service en 1875 par la Compagnie du chemin de fer de Bondy à Aulnay.
Réaménagée, elle est rouverte en 2006 comme halte voyageurs (dite aussi station) de la Société nationale des chemins de fer français (SNCF) desservie par des tram-trains de la ligne 4 du tramway d'Île-de-France.

## Situation ferroviaire
Établie à environ 57 mètres d'altitude, la gare de « L'Abbaye » est située au point kilométrique (PK) 5,4 de la ligne de Bondy à Aulnay-sous-Bois (dite ligne des Coquetiers), entre les gares de Lycée Henri Sellier et de Freinville - Sevran.

## Histoire

### Première halte et gare

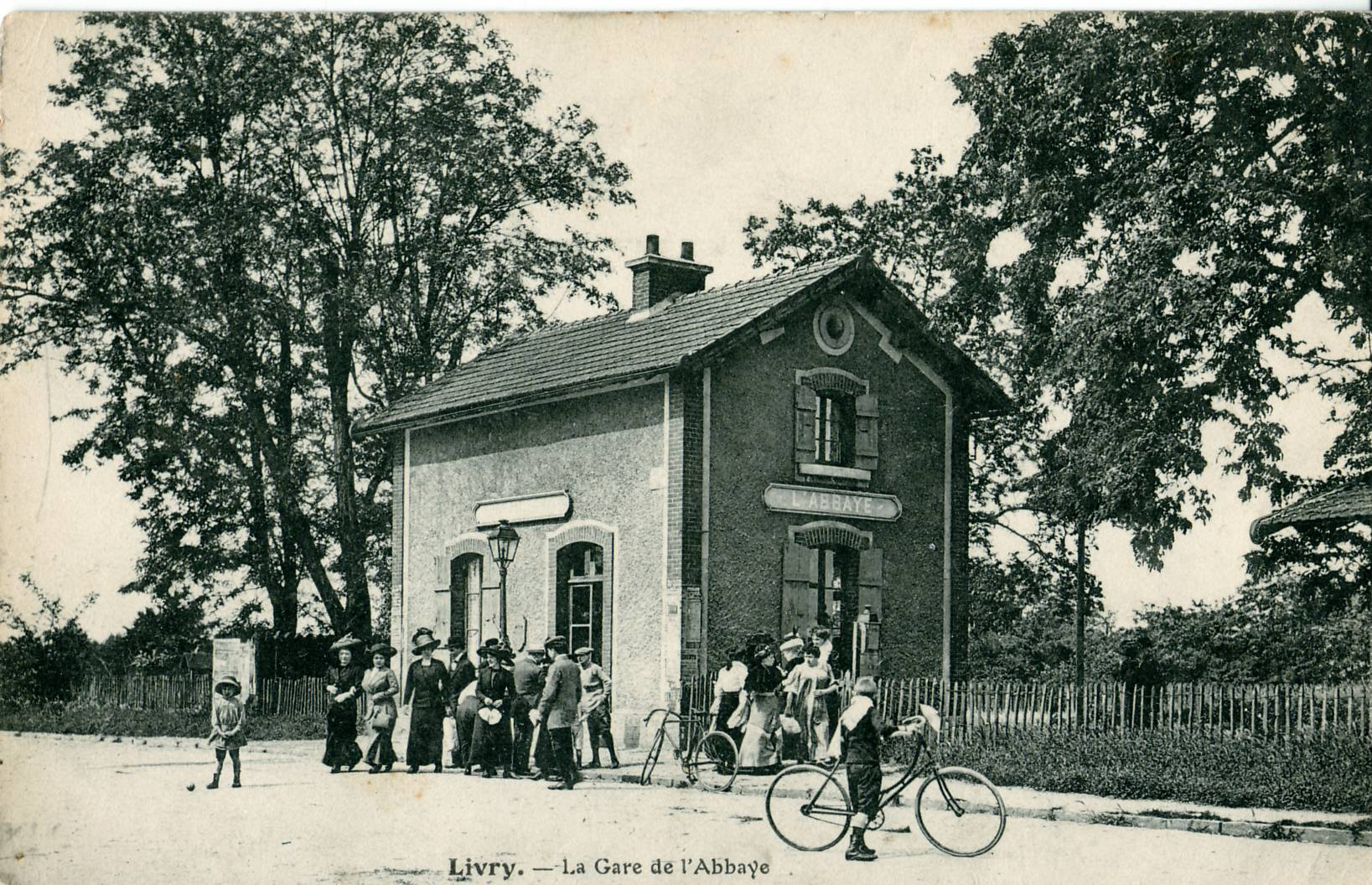
La gare de l'Abbaye vers 1900.

La « halte de L'Abbaye » est mise en service le 7 août 1875 par la Compagnie du chemin de fer de Bondy à Aulnay, lorsqu'elle ouvre à l'exploitation sa ligne qui permet un lien transversal entre le réseau de la Compagnie des chemins de fer de l'Est à Bondy et celui de la Compagnie des chemins de fer du Nord à Aulnay. C'est l'un des trois arrêts intermédiaires de cette petite ligne à voie unique. Elle dispose d'un bâtiment (voir photo) avec une salle d'attente et un bureau pour l'achat des billets, d'un quai de dix-huit mètres de long et d'une voie de service ; un passage à niveau est situé à proximité.
Située à cinq kilomètres de l'origine de la ligne, « L'Abbaye » est une station qui doit son nom à l'ancienne abbaye de Livry dont les ruines sont situées à deux kilomètres au sud-est. Elle est également à environ trois cents mètres du canal de l'Ourcq où se trouve le dépotoir de Bondy.
En 1922, les Chantiers de construction de l'Abbaye, qui construisent du matériel non roulant pour les chemins de fer et tramways, sont autorisés à s'embrancher près de la gare.
La gare est fermée le 14 décembre 2003, pour permettre la réalisation des travaux de rénovation et de réaménagement de la ligne et de la gare.

### Station du tram-train
Le projet de modernisation de la ligne de Bondy à Aulnay-sous-Bois (dite ligne des Coquetiers) aboutit à la réalisation d'un « Tram-train d'Aulnay à Bondy », premier de ce type en France.
La halte (ou station) de « L'Abbaye » est rouverte par la Société nationale des chemins de fer français (SNCF) lors de l'inauguration du tram-train 01 le 18 novembre 2006. La ligne, qui comporte maintenant deux voies, est encadrée par deux quais latéraux disposant chacun d'un abri.
En 2014, selon les estimations de la SNCF, la fréquentation annuelle de la gare est de 756 200 voyageurs.

## Service des voyageurs

### Accueil
Halte ou station SNCF, c'est un point d'arrêt non géré (PANG) à accès libre. Elle dispose de deux quais, de 75 mètres de long chacun, pour desservir les voies V1TT et V2TT. Elle est équipée d'un abri sur chacun des quais et d'automates pour l'achat et le compostage de titres de transport. C'est une station accessible « en toute autonomie » par les personnes en fauteuil roulant.

### Desserte
La station de L'Abbaye est desservie par des tram-trains de la relation Bondy - Aulnay-sous-Bois (ligne T4) à raison d'un tram-train toutes les 6, 9 ou 15 minutes suivant les horaires.

### Intermodalité
Un parking pour les véhicules y est aménagé. La gare n'est pas desservie par autobus.

## Patrimoine ferroviaire
Le bâtiment d'origine construit à l'ouverture de la ligne en 1875 et fermé en 2003, n'est pas réutilisé pour le service ferroviaire lors de la réouverture de la halte en 2006. Il présente l'originalité d'avoir un style architectural similaire à celui des pavillons qui se sont multipliés aux alentours. Il est représentatif des bâtiments de son époque construits pour des gares d'intérêt local.

## Galerie d'illustrations

Photos et cartes postales anciennes de la gare
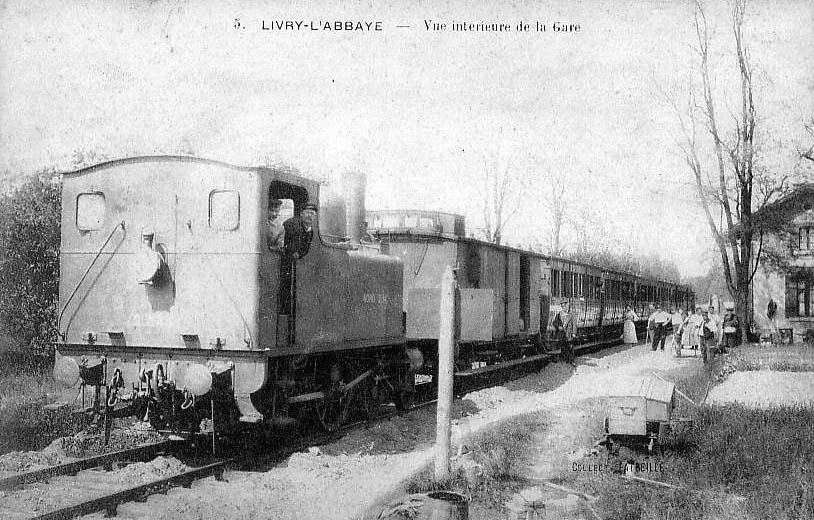
La gare de l'Abbaye vers 1900.
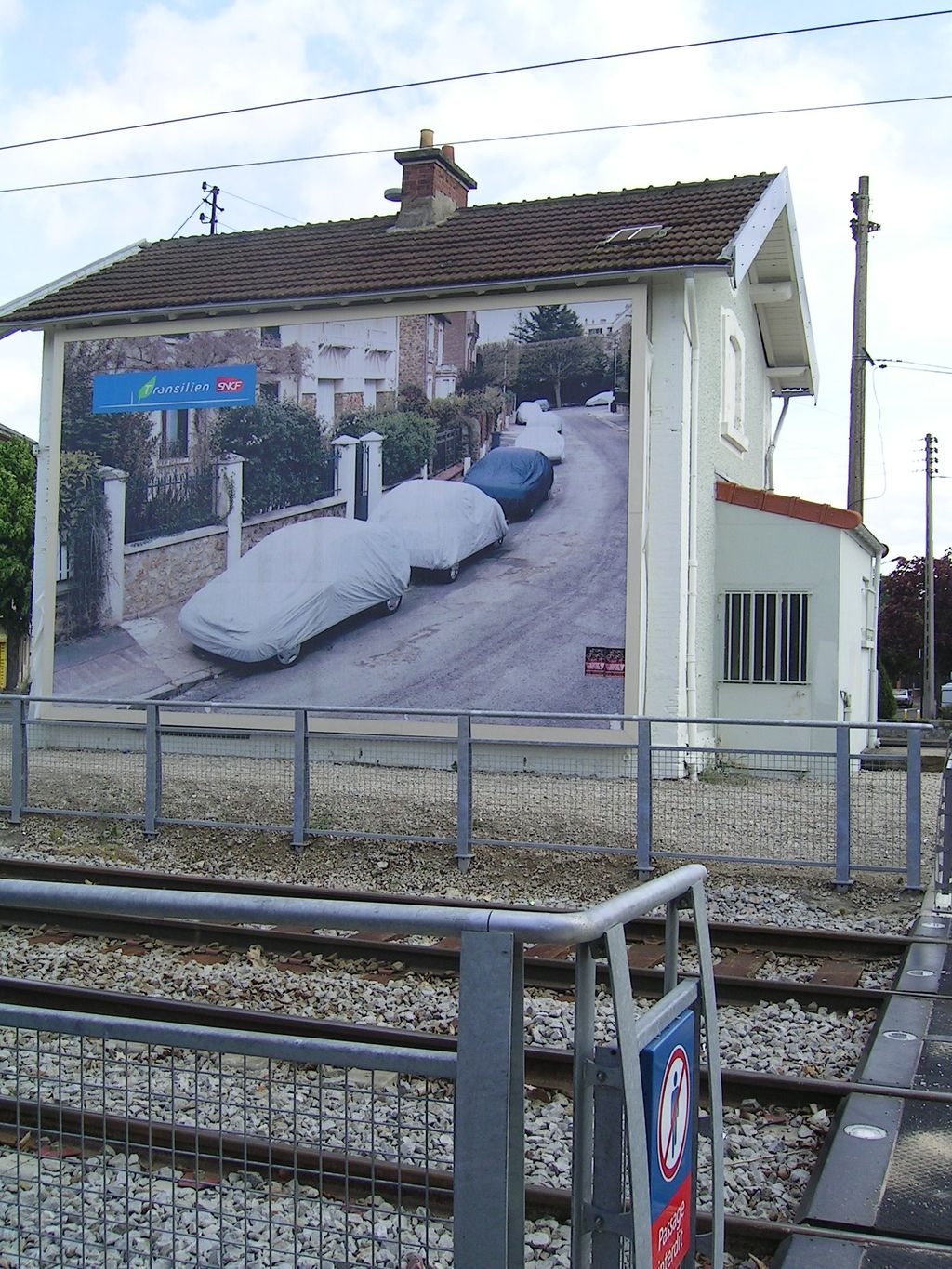
Le bâtiment ancien de la gare a été redécoré.
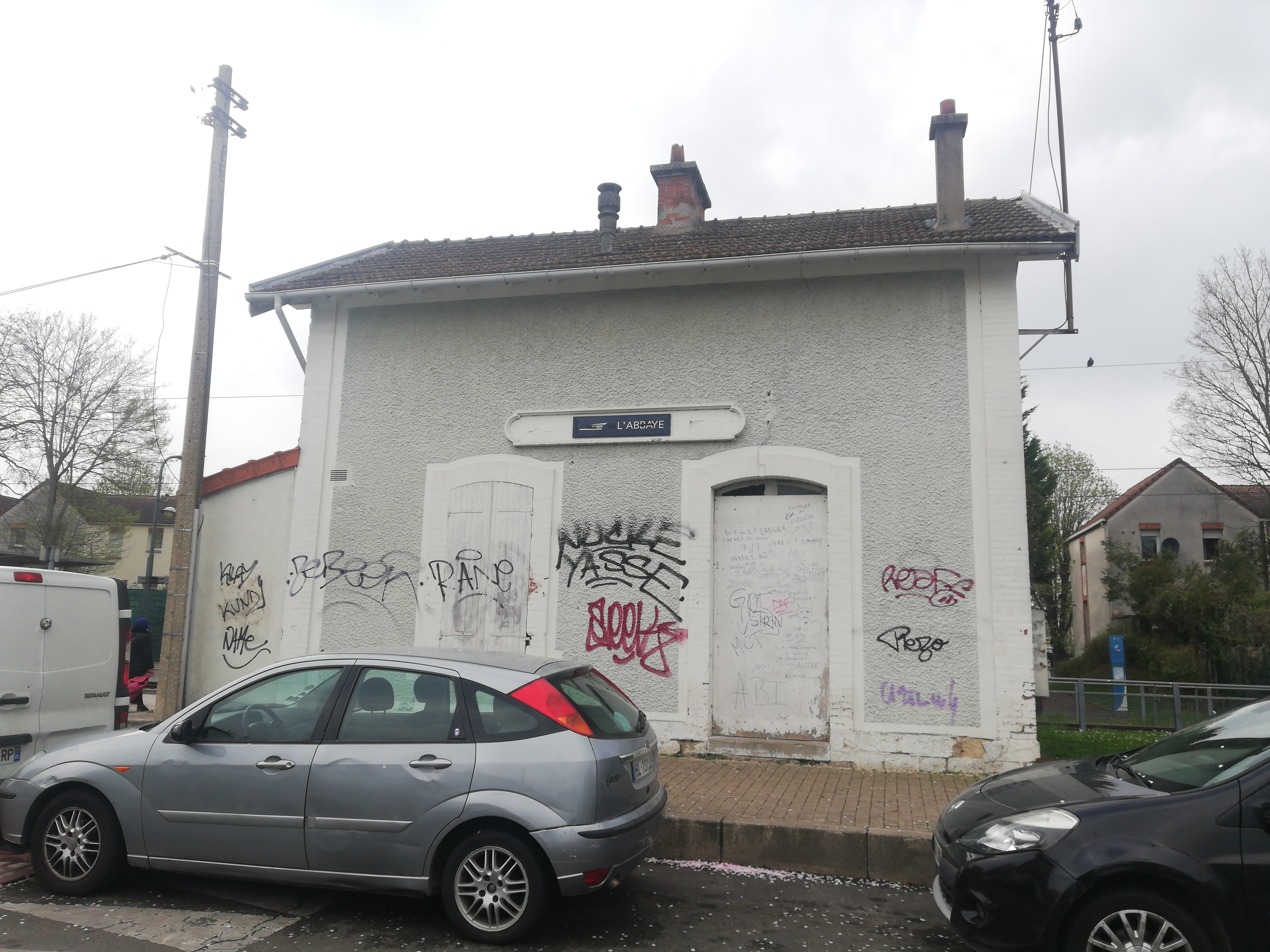
L'ancien bâtiment voyageurs de la ligne des Coquetiers existe toujours, mais n'a plus d'usage ferroviaire.
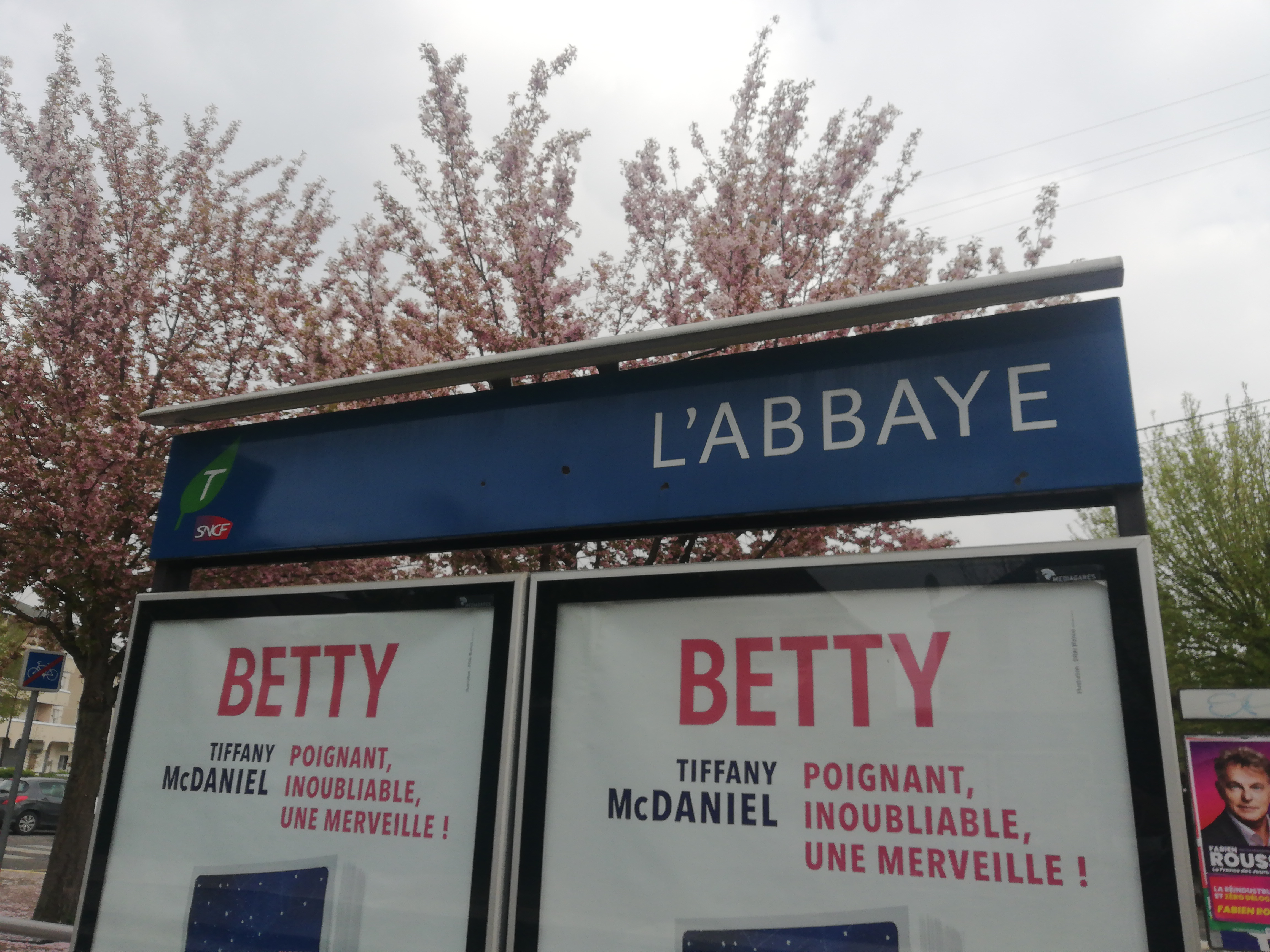
Plaque signalétique indiquant le nom de la station de tramway.